# Borghees
Borghees ist seit der Eingemeindung 1969 ein kleiner Ortsteil von Emmerich am Rhein mit rund 360 Einwohnern, der an Hüthum, Emmerich und Elten grenzt. Der Name stammt vom Schlößchen Borghees, das im Besitz der Reichsgräfin Catharina von Wartenberg (1674–1734) stand und im 18. Jahrhundert die heutige Gestalt erhielt.
Borghees hat keinen eigenen Ortskern. In Borghees gibt es viel Wald, einen Reiterhof, einen Golfplatz und eine alte Molkerei. Im Schlößchen Borghees befindet sich ein Trauzimmer des Standesamts Emmerich. 2020 wird neben dem Schlösschen eine Kulturscheune eröffnet. 
Borghees grenzt an das niederländische Dorf Stokkum, das zur Gemeinde Montferland gehört. Dieses Dorf ist über eine Fahrradbrücke über das Grenzflüßchen Die Wild erreichbar. Östlich grenzt Borghees mit Elsepaß an Klein-Netterden, westlich an Elten.

## Abbildungen

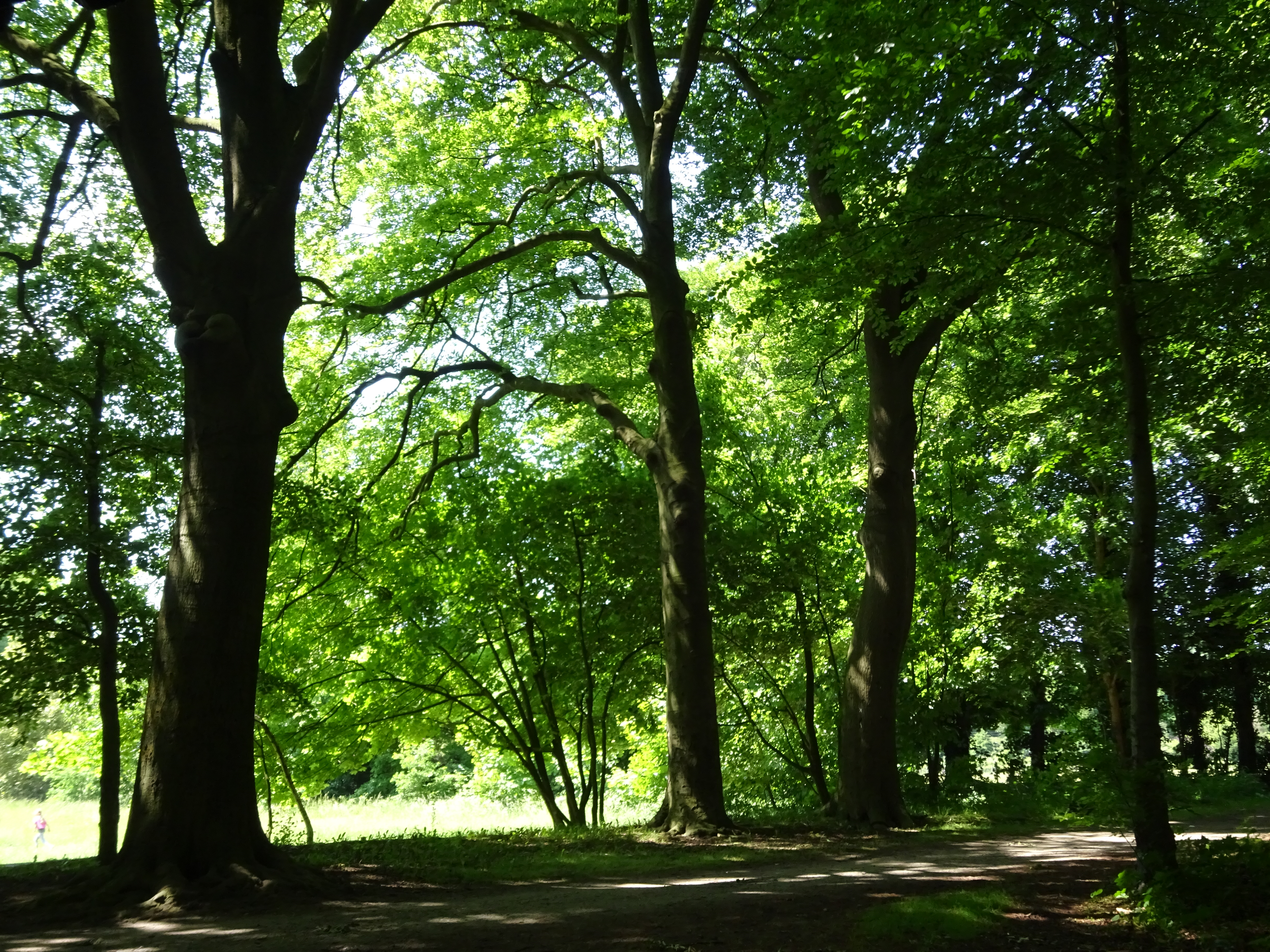
Eichenallee
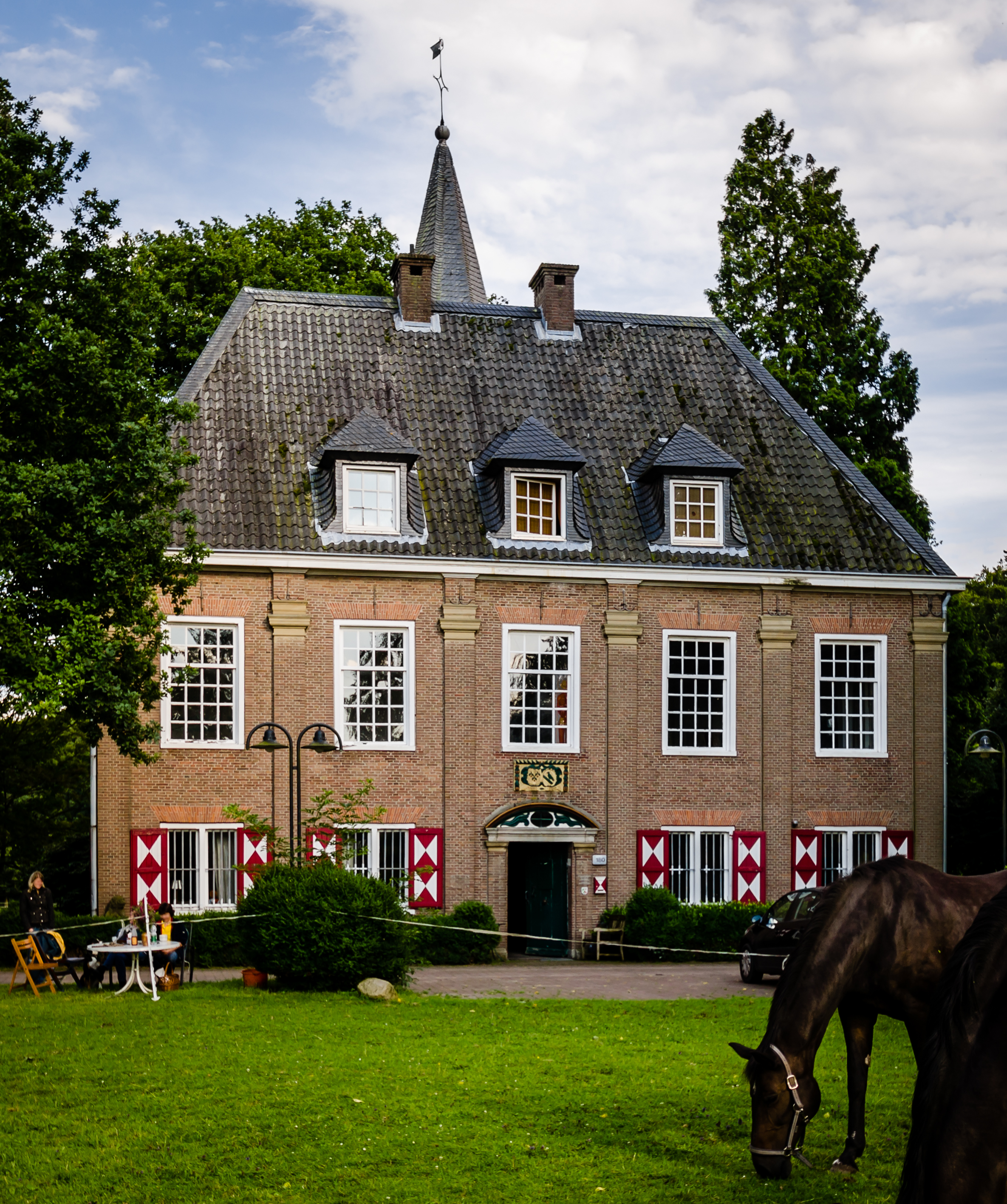
Schlößchen Borghees
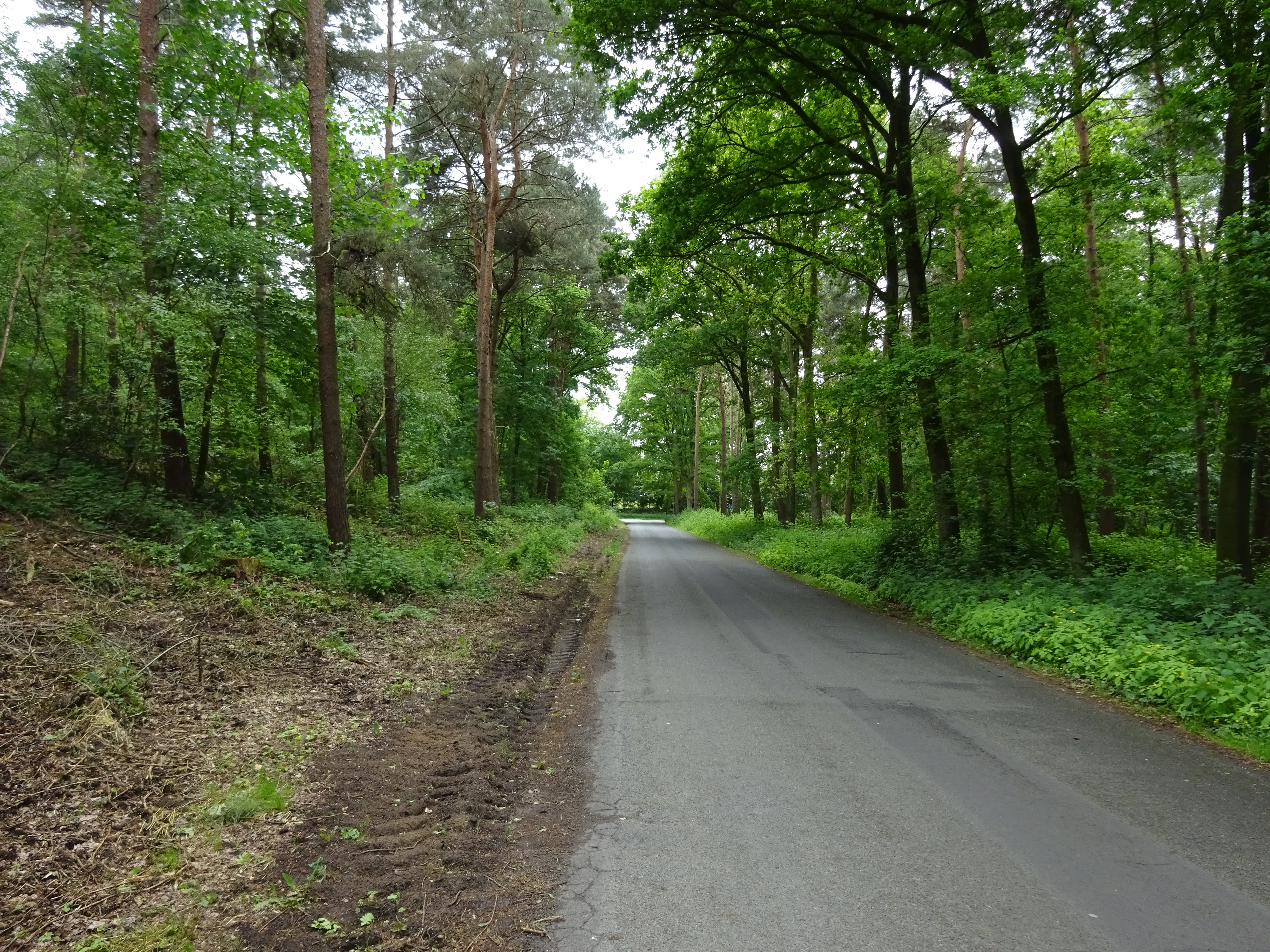
Borgheeser Weg
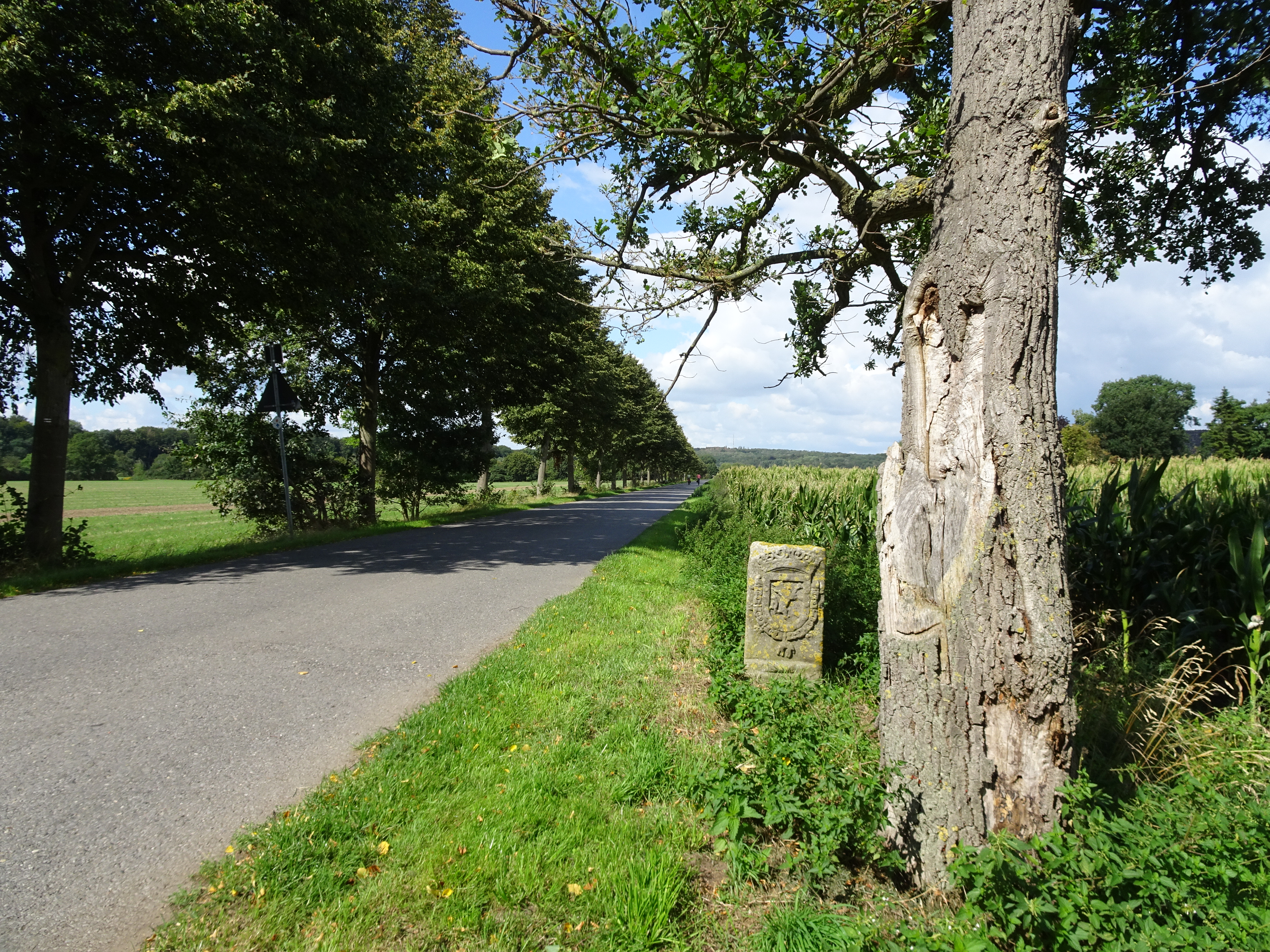
Alter Grenzstein